# Miguel Martins
Miguel Soares Martins (* 4. November 1997 in Porto) ist ein portugiesischer Handball- und Beachhandballspieler. Der 1,92 m große mittlere Rückraumspieler steht im Aufgebot der portugiesischen Nationalmannschaft und spielt seit 2024 für den dänischen Spitzenklub Aalborg Håndbold.

## Karriere

### Verein
Miguel Martins begann in der Jugend von Associação Atlética de Águas Santas in Águas Santas mit dem Handballspiel. 2011 wechselte er zu Associação Desportiva e Académica da Maia in Maia. Ab 2013 lief der Spielmacher für den FC Porto auf. In den Spielzeiten 2013/14 und 2014/15 spielte er für die Juniorenmannschaft, die Reserve der Profis und die Profi-Mannschaft. Ab 2015 gehörte er nur noch der ersten Mannschaft an, die in der Andebol 1 antritt. Mit Porto gewann er viermal die Meisterschaft, zweimal den Pokal und einmal den Supercup. International nahm er seit seinem Debüt am 30. November 2013 mehrfach am EHF-Pokal und der EHF Champions League teil. Größter Erfolg war der dritte Platz im EHF-Pokal 2018/19. Insgesamt erzielte er 1063 Tore in 394 Spielen für den Rekordmeister. Zur Saison 2021/22 wechselte er zum ungarischen Meister Pick Szeged, mit dem er 2022 den Titel verteidigte. Im Sommer 2024 schloss er sich dem dänischen Erstligisten Aalborg Håndbold an, mit dem er 2025 die Meisterschaft und den Pokal gewann. Ab der Saison 2025/26 wird er beim rumänischen Erstligisten Dinamo Bukarest unter Vertrag stehen.

### Nationalmannschaft
Für die portugiesische Nationalmannschaft bestritt Martins bisher 111 Länderspiele, in denen er 250 Tore erzielte. Er nahm an der Europameisterschaft 2020, den Olympischen Spielen 2020 und der Weltmeisterschaft 2021 teil. Er war für die Weltmeisterschaft 2025 nominiert, wurde aber von der IHF vor Turnierbeginn wegen Dopings mit Wirkung ab 14. Januar 2025 gesperrt. Einen Monat später wurde die Suspendierung wieder aufgehoben, nachdem die B-Probe negativ ausgefallen war.

### Beachhandball
Martins belegte mit Vegetas BHC den fünften Platz bei den EBT Finals 2024 und wurde als Most Valuable Player des Turniers ausgezeichnet.

### Erfolge
- mit FC Porto
  - Portugiesischer Meister: 2014, 2015, 2019 und 2021
  - Portugiesischer Pokalsieger: 2019 und 2021
  - Portugiesischer Supercup: 2019

- mit Pick Szeged
  - Ungarischer Meister: 2022

- mit Aalborg Håndbold
  - Dänischer Meister: 2025
  - Dänischer Pokalsieger: 2025

- mit der Nationalmannschaft
  - Olympische Spiele: 9. Platz 2020
  - Weltmeisterschaften: 10. Platz 2021
  - Europameisterschaften: 6. Platz 2020